# Ulán-Úl járás
Ulán-Úl járás (mongol nyelven: Улаан-Уул сум) Mongólia Hövszgöl tartományának egyik járása. Területe 11 000 km². Népessége kb. 3900 fő.
Székhelye Tögöl (Төгөл), mely 164 km-re fekszik Mörön tartományi székhelytől.